# Dabis Rózsi
Dabis Rózsi, született Dabis Róza Ilona Erzsébet, férjezett Farkas Jenőné (Mezőtúr, 1900. február 26. – 1984) magyar festő, illusztrátor, a Munkácsy-céh tagja.

## Életpályája
Dabis Antal királyi járásbíró, majd táblabíró és Ecker Róza lánya. Autodidakta volt. A Kecskeméti művésztelepen folytatott művészeti tanulmányokat. Mestere Iványi-Grünwald Béla volt. Kezdetben iparművészettel is foglalkozott. 1920-tól rajzolóként működött, az Újság című lap rajzolója volt.

## Magánélete
Házastársa dr. Farkas Jenő Miklós magánhivatalnok volt, akivel 1924. június 28-án Budapesten kötött házasságot.